# Спрінгфілд (Міннесота)
Спрінгфілд (англ. Springfield) — місто (англ. city) в США, в окрузі Браун штату Міннесота. Населення — 2027 осіб (2020).

## Географія
Спрінгфілд розташований за координатами 44°14′14″ пн. ш. 94°58′53″ зх. д. / 44.23722° пн. ш. 94.98139° зх. д. (44.237171, -94.981382).  За даними Бюро перепису населення США в 2010 році місто мало площу 4,78 км², уся площа — суходіл.

## Демографія
Згідно з переписом 2010 року, у місті мешкали 2152 особи в 913 домогосподарствах у складі 558 родин. Густота населення становила 450 осіб/км².  Було 1015 помешкань (212/км²).
Расовий склад населення:
| - 97,8 % — білих - 0,4 % — азіатів - 0,2 % — корінних американців - 0,2 % — чорних або афроамериканців |

До двох чи більше рас належало 0,8 %. Частка іспаномовних становила 4,6 % від усіх жителів.
За віковим діапазоном населення розподілялося таким чином: 22,5 % — особи молодші 18 років, 51,2 % — особи у віці 18—64 років, 26,3 % — особи у віці 65 років та старші. Медіана віку мешканця становила 46,8 року. На 100 осіб жіночої статі у місті припадало 90,8 чоловіків;  на 100 жінок у віці від 18 років та старших — 85,5 чоловіків також старших 18 років.
Середній дохід на одне домашнє господарство  становив 53 188 доларів США (медіана — 43 679), а середній дохід на одну сім'ю — 63 002 долари (медіана — 51 639). Медіана доходів становила 44 850 доларів для чоловіків та 31 518 доларів для жінок. За межею бідності перебувало 8,8 % осіб, у тому числі 15,2 % дітей у віці до 18 років та 7,1 % осіб у віці 65 років та старших.
Цивільне працевлаштоване населення становило 850 осіб. Основні галузі зайнятості: освіта, охорона здоров'я та соціальна допомога — 23,2 %, виробництво — 19,2 %, роздрібна торгівля — 13,4 %, будівництво — 8,2 %.